# Richard Ramirez

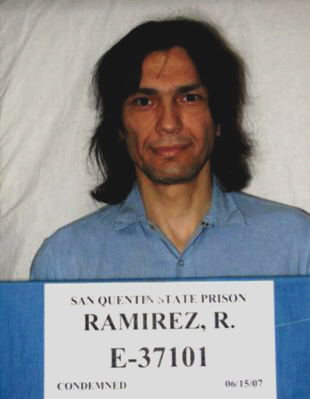
Richard Ramirez op een gevangenisfoto (2007)

Ricardo Leyva Muñoz (Richard) Ramirez (El Paso (Texas), 29 februari 1960 – Greenbrae (Californië), 7 juni 2013) was een Amerikaanse seriemoordenaar die is veroordeeld voor een aantal moorden, overvallen en verkrachtingen die hij in 1984 en 1985 pleegde. Op 31 augustus 1985, een week na zijn laatste moord, werd hij gearresteerd. Hij werd negentienmaal ter dood veroordeeld maar stierf een natuurlijke dood in het ziekenhuis van Greenbrae in Californië.

## Werkwijze
Ramirez, ook bekend als The Night Stalker, terroriseerde in de jaren 80 Californië. Hij pleegde een reeks moorden waarbij hij meestal geheel in zwarte kleren gehuld willekeurige huizen binnendrong tijdens de nacht. Eerst elimineerde hij aanwezige mannen met een kogel door het hoofd. Daarna wendde hij zich tot de vrouw die hij in sommige gevallen verkrachtte. Wanneer de vrouw tegenstand bood, doodde hij haar, zo niet dan werd haar leven soms gespaard. Hij pleegde de moorden doorgaans met het eerste voorwerp dat zich in de buurt bevond. Eén slachtoffer werd met een hamer vermoord, een ander sneed hij de ogen uit. Eenmaal nam hij een stuk lichaam van een slachtoffer mee naar huis om het de volgende dag per post naar haar huis te sturen. Opvallend (en uitzonderlijk voor seriemoordenaars) is dat Ramirez niet altijd zijn slachtoffers vermoordde na ze zwaar mishandeld of verkracht te hebben, dit heeft ertoe bijgedragen dat er snel een goed signalement van hem gemaakt kon worden.

## Satan
Ramirez aanbad de duivel. Hij beweerde in dienst van Satan te werken en zich door zijn moorden te verzekeren van een plaatsje in de hel. Tijdens zijn proces choqueerde hij voor de zoveelste maal het publiek door het teken van de duivel op zijn hand te tekenen en dit grijnzend aan de aanwezige pers te tonen.

## Zware jeugd en invloeden
Ramirez groeide op in Texas in een gezin met zeer strikte regels. Als kind moest hij wekelijks naar de kerk, wat hij later verachtte. Zijn moeder werkte in een ongezonde omgeving, wat een risico was tijdens haar zwangerschap. Ze baarde twee gehandicapte zoons, een gezonde dochter en Richard, die aanvankelijk gezond leek. Zijn moeder omschrijft hem als een zeer vrolijk kind dat hield van zingen en dansen. In zijn eerste levensjaren liep hij door een val zware hoofdwonden op, waardoor hij een tijdje zonder zuurstof zat, met mogelijke schadelijke gevolgen. Zijn vader was een strikte man die zijn kinderen geregeld sloeg met een riem. Een oudere neef van Richard, Mike Valdez, een veelvuldig onderscheiden Vietnamveteraan nam daar jonge meisjes mee de jungle in, bond ze vast en verkrachtte en vermoordde ze. Hij maakte voor en na foto's van zijn slachtoffers en liet die aan Ramirez zien, toen die elf jaar was. Diezelfde neef schoot een jaar later een kogel door het hoofd van zijn vrouw, voor de ogen van Ramirez.

## Eerste moorden

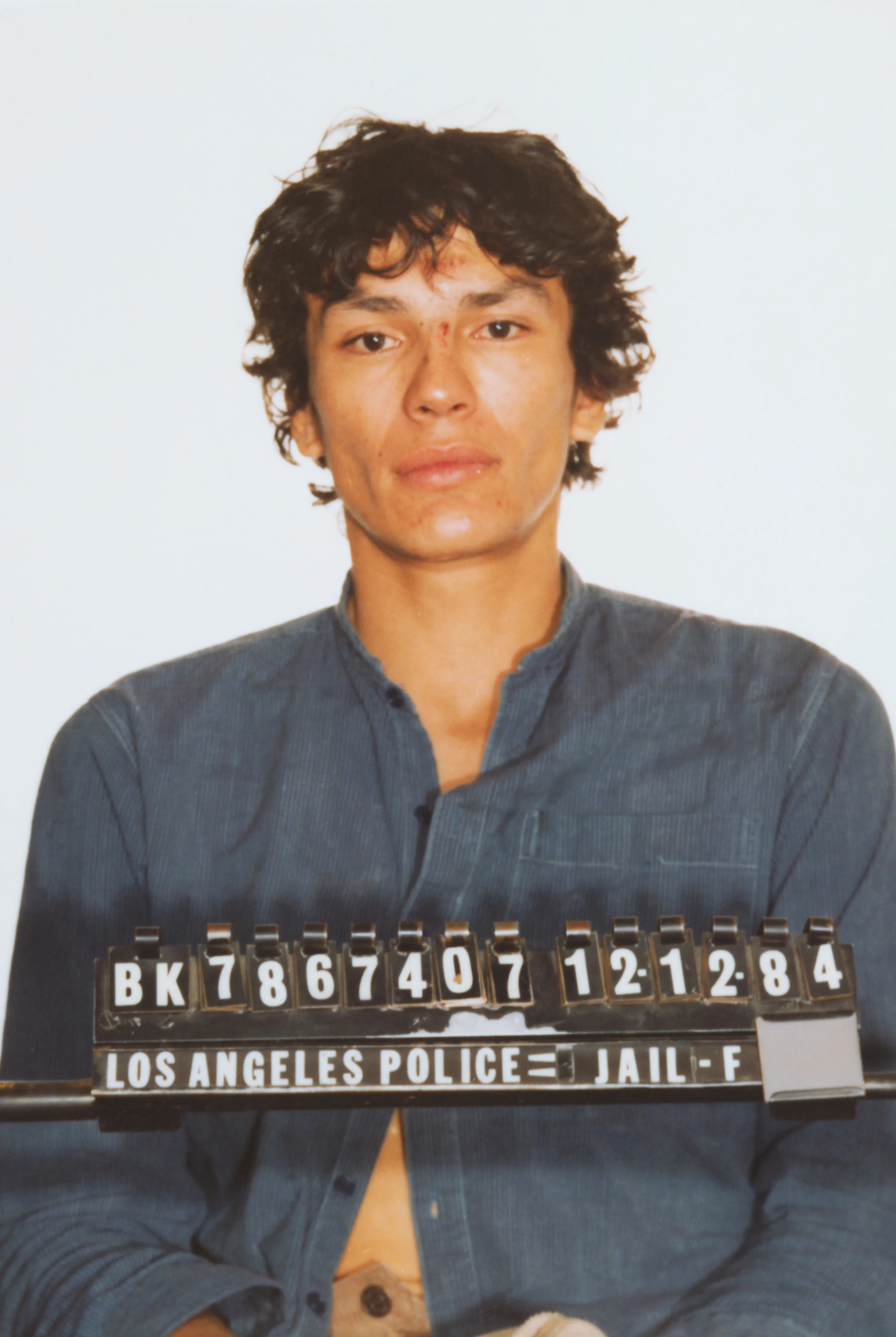
Ramirez in 1984

Op 10 april 1984 ontvoerde Richard Ramirez het 9-jarige meisje Mei Leung. Hij verkrachtte haar, stak haar dood en liet haar achter in de kelder van een hotel in San Francisco. Pas in 2010 werd via DNA-materiaal bewezen dat Ramirez betrokken was bij deze moord. Ramirez pleegde zijn tweede moord in Los Angeles op 28 juni 1984. Het slachtoffer was Jennie Vincow, een 79 jaar oude vrouw. Hij vermoordde en verkrachtte haar.
Op 17 maart 1985 vermoordde hij een nieuw slachtoffer en probeerde hij haar kamergenote ook te vermoorden, maar zij overleefde de aanval en gaf een volledige beschrijving aan de politie. Nog geen uur later vermoordde hij een dertigjarige vrouw door haar uit haar auto te slepen en neer te schieten. Zij overleed voor de ambulance arriveerde.
Op 27 maart vermoordde hij een 64 jaar oude man en diens vrouw. De manier van doden was in dit geval bijzonder wreed. Volgens de politie heeft hij net zolang lopen 'stampen' op het gezicht van de vrouw dat deze uiteindelijk bezweek. Vervolgens bewerkte hij het lichaam met een mes en hij stak haar ogen uit. De lijken werden gevonden door hun zoon.

## Signalement
Na een moordpoging kregen de media een beschrijving van Ramirez. Hij werd beschreven als iemand met lang krullend haar, uitpuilende ogen en een slecht gebit. Zij noemden hem "The Valley Intruder" of "The Walk in Killer". Later werd dit "The Night Stalker".

## In de media
- Auteur Philip Carlo bracht in 1996 het boek The Night Stalker uit. De auteur hield interviews met Ramirez zelf, zijn familie en vrienden en de rechercheurs die achter hem aan zaten. Daarnaast bezocht hij alle locaties waar de moorden plaatsvonden. Aan de hand daarvan maakte hij een verslag van Ramirez' daden en proces.
- In 2002 verscheen eveneens de film Night Stalker naar het leven van Ramirez.
- Jeordie White (gitarist en bassist van o.a. de band Marilyn Manson en de band Nine Inch Nails) heeft zijn stagename veranderd in Twiggy Ramirez, een mix tussen het model Twiggy, en Richard Ramirez.
- Op het album Benji van de Amerikaanse folkgroep Sun Kil Moon uit 2014 staat het nummer Richard Ramirez Died Today of Natural Causes. Het gaat over de impact die de moorden van Ramirez op de muzikant en zijn omgeving hadden in zijn jeugd.
- In 2019 werd Richard Ramirez geportretteerd door Zach Villa in American Horror Story: 1984. Deze horrorserie toont een verkorte, relatief realistische versie van zijn verleden in een flashback. Verder wordt Richard Ramirez in een verzonnen situatie geplaatst.
- In 2021 is er een vierdelige miniserie op Netflix uitgezonden met als titel The Night Stalker: The Hunt for a Serial Killer. De serie omvat een verslag van dag tot dag tot de uiteindelijke vangst met het proces en berechting.